# Kocsis-Cake Olivio
Kocsis-Cake Olivio (a „Cake” magyarosan ejtendő, születési neve Cake Baly Olivio; 1980. március 31. –) apai ágon bissau-guineai származású magyar politikus, előbb az LMP, aztán a Párbeszéd, majd a Demokratikus Koalíció tagja, 2018–2022 között az Országgyűlés képviselője.

## Élete
Édesanyja magyar könyvelő, édesapja a Bissau-Guineából érkezett balanta közgazdász, később Az állampolgár című film főszereplője, Cake-Baly Marcelo. Budapesten nőtt fel, a Pázmány Péter Katolikus Egyetemen diplomázott történelem szakon, és szociológia szakon is abszolutóriumot szerzett. E közben rádiós műsorvezetőként dolgozott a Radiocafé 98.6-ban és a Civil Rádióban, illetve online portáloknál írt közéleti, külpolitikai témájú cikkeket. A Kurt Lewin Alapítvány és a Soros György által alapított Open Society Foundations megbízásából is végzett kutatásokat.

## Politikai pályafutása
2010 elején kezdett a Lehet Más a Politika kampányában dolgozni. A 2010-es magyarországi önkormányzati választáson terézvárosi polgármesterjelölt volt, ahol 11%-ot ért el, de kompenzációs listáról bejutott a kerületi közgyűlésbe. 2012-ben  beválasztották az LMP Országos Választmányba, nevéhez fűződik a Budapest Választmány létrehozása.
2013 februárjában kilépett az LMP-ből, a Párbeszéd Magyarországért alapító tagja, 2014-ben pártigazgatóvá választották. A 2018-as magyarországi országgyűlési választáson a Párbeszéd a Magyar Szocialista Párttal indult közös listán, Kocsis-Cake a 99. helyet kapta. A listavezető, Karácsony Gergely mandátumát az Országgyűlés megalakulása után visszaadta, hogy polgármester maradhasson, a taggyűlés Kocsis-Cake Oliviót választotta annak ellenére, hogy a listán nem ő következett.
A 2021-es magyarországi ellenzéki előválasztáson az MSZP-Párbeszéd Budapesti 5. sz. országgyűlési egyéni választókerületben indította, de nemsokára visszalépett Oláh Lajos javára.
2023 januárjában kilépett a Párbeszédből és a Demokratikus Koalícióhoz csatlakozott, ott a zöld-környezetvédelmi ügyekkel foglalkozó "árnyékkormánybiztos" lett.
A Dobrev Klára által 2022-ben összehívott árnyékkormánynak a környezetvédelmi és klímaügyi árnyékminisztere lett, amíg a DK-nak vesztes 2024-es európai parlamenti választás után Dobrev fel nem oszlatta azt. Ezután Terézváros alpolgármestere lett.